# MTV Day 2002
L'MTV Day 2002 si è tenuto a Bologna, dall'Arena Parco Nord il 14 settembre 2002. L'intera manifestazione è stata trasmessa in diretta da MTV a partire dalle 16:00 fino alla fine della giornata.

## Performers
- Afterhours
- Articolo 31
- Daniele Silvestri
- Meganoidi
- Negrita
- Piero Pelù
- Subsonica con Krisma e Rachid
- The Cranberries
- Timoria